# Вишнёвка (Казань)
Вишнёвка (тат. Чияле, Çiäle) — бывшая деревня, в настоящее время — посёлок (жилой массив) с малоэтажной застройкой в составе Казани.

## Территориальное расположение, границы

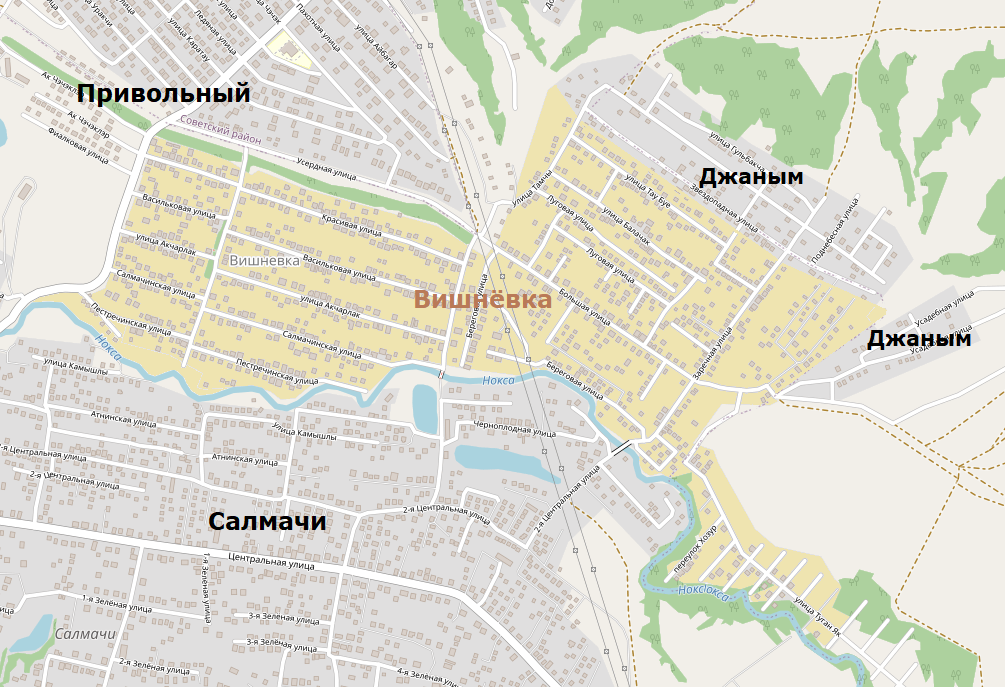
Карта посёлка Вишнёвка

Посёлок Вишнёвка находится в восточной части Казани, на территории Советского района, на правом берегу реки Нокса. 
По этой реке проходит административная граница между Советским и Приволжским районами города и одновременно её русло является южной границей посёлка Вишнёвка. С западной и северной сторон территория Вишнёвки соприкасается с малоэтажной застройкой посёлков Привольный и Новая Вишнёвка, а с северо-восточной и восточной сторон — с территорией застройки коттеджного посёлка Джаным. 
К северо-востоку от посёлка Вишнёвка на расстоянии около километра находится грунтовый аэродром Вишнёвка, предназначенный для авиации общего назначения.

## Название
Изначально Вишнёвка называлась деревней Кабачище (во многих дореволюционных изданиях её название указано с окончанием на букву и — Кабачищи; в советских официальных справочниках чаще всего указывается название с окончанием на букву е). По мнению И. А. Износкова, такое название она получила «от пустоши, на которой прежде находился постоялый двор или кабак».  
В 1970-е годы деревня получила более благозвучное название — Вишнёвка, в честь плодов вишнёвого дерева.

## Население
| Год  | Общая численность | Численность мужчин | Численность женщин |
| ---- | ----------------- | ------------------ | ------------------ |
| 1781 | —                 | 71                 | —                  |
| 1859 | 213               | 96                 | 117                |
| 1885 | 256               | 132                | 164                |
| 1897 | 269               | —                  | —                  |
| 1904 | 313               | 156                | 157                |
| 1907 | 314               | —                  | —                  |
| 1920 | 353               | —                  | —                  |
| 1927 | 401               | —                  | —                  |
| 1958 | 370               | —                  | —                  |
| 1970 | 322               | —                  | —                  |
| 1979 | 259               | —                  | —                  |
| 1989 | 134               | —                  | —                  |
| 1992 | 118               | —                  | —                  |
| 2000 | 101               | —                  | —                  |

Исторически Вишнёвка (Кабачище) являлась русской деревней.

## Административно-территориальная принадлежность
До 1920 года деревня Кабачище входила в состав Кощаковской волости Казанского уезда Казанской губернии, в 1920—1927 годах — в составе Арского кантона Татарской АССР.
С 1927 года деревня Кабачище (с 1970-х годов — Вишнёвка) находилась в Казанском районе, с 1938 года — в Столбищенском, с 1959 года — в Высокогорском, в 1963—2001 годах — в Пестречинском районе. В 2001 году Вишнёвка вошла в состав Казани, став частью Приволжского района. В 2015 году в связи с изменением границ между районами города Вишнёвка была передана в состав Советского района.  
В 1918–1927 годах деревня Кабачище входила в состав Кабачищенского сельсовета, в 1927–1932 годах — в составе Чернопенского сельсовета; в 1932 году она была переведена в Салмачинский сельсовет, где и находилась до 2001 года (с 1990-х годов — Салмачинское местное самоуправление). 

## История

### Дореволюционный период (до 1917 года)
В Татарской энциклопедии утверждается, что во времена Казанского ханства (1438—1552) на месте деревни Вишнёвка (Кабачище) было селение Татарский Кабан.
Первое документальное упоминание деревни под названием Кабачища на реке на Ноксе зафиксировано в Писцовой книге Казанского уезда 1647—1656 годов под 1649 годом (в первоисточнике — 7156 год от сотворения мира). Эта деревня принадлежала казанскому Спасо-Преображенскому монастырю, владевшему здесь земельными угодьями: «Тринатцать длинников, девятнатцать поперечников, итого двесте сорок семь десятин в поле, а в дву по тому ж». 
В 1764 году в соответствии с манифестом Екатерины II о секуляризации монастырских земель деревня Кабачище перешла в разряд казённых деревень, а её жители были переведены из монастырских крестьян в экономические, но позднее стали государственными крестьянами, находясь в таком состоянии до 1860-х годов. 
В дореволюционный период Кабачище значилось в составе прихода села Вознесенское, от которого находилось на расстоянии 2 вёрст. Расстояние до Казани составляло 10 вёрст, до волостного правления в селе Воскресенском — 12 вёрст. 
По состоянию на 1885 год жители Кабачищенского сельского общества имели земельный надел площадью 550 десятин. Помимо хлебопашества, некоторые из них занимались крупообдирочным промыслом, огородничеством, пчеловодством. 
В 1859 году в деревне имелось 32 двора. При пожаре 1874 года сгорело 6 домов и надворных построек. В 1885 году насчитывалось 38 дворов, в 1904 году — 47 дворов. 
В начале XX века в Кабачище имелась церковно-приходская школа, в которой обучалось 16 мальчиков и 11 девочек.

### Советский период (1917—1991 годы)
В советский период жители деревни Кабачище работали в колхозе «II съезд колхозников», правление которого находилось в соседнем селе Салмачи. Примерно в 1970-е годы на базе этого колхоза был создан совхоз «Казанский», преобразованный в 1990-е годы в агрофирму «Салмачи».
В 1970-е годы деревня Кабачище была переименована в Вишнёвку.

### Постсоветский период (с 1991 года)
В 1990-е годы деревня Вишнёвка оставалась такой же, как и в советский период. В ней было всего две улицы — Большая и поперечная ей улица Заречная, вдоль которых располагалось несколько десятков домовладений. 
В 2001 году Вишнёвка вместе с соседним селом Салмачи была включена в состав Приволжского района Казани, образовав внутригородское муниципальное образование «Посёлки Салмачи, Вишнёвка», упразднённое 1 января 2006 года. После этого Вишнёвка получила статус жилого массива, который в 2015 году был передан в состав Советского района Казани.  
Включение в городскую черту Казани дало импульс расширению поселковой территории и появлению внутри неё и на сопредельных территориях коттеджной застройки. 
Вишнёвка начала активно застраиваться примерно в 2005—2007 годах — как к северу от исторической части посёлка (улицы Балачак, Луговая, Тау буе), так и к западу от неё (улицы Акчарлак, Васильковая, Красивая, Пестречинская, Салмачинская). Эти территории стали частью посёлка вместе с новообразованным улицами. В состав посёлка также вошли земли к юго-востоку от Вишнёвки, на правобережье реки Ноксы; здесь в 2015—2016 годах появилась новая улица Туган Як с несколькими поперечными переулками и стала формироваться жилая застройка.   
В начале 2000-х годов началась коттеджная застройка земель, расположенных к северо-западу от Вишнёвки, где некоторым предприятиям Казани были выделены земли под индивидуальное жилищное строительство (ИЖС). Здесь появилось несколько посёлков: ИЖС «НПО Свияга», ИЖС «Татнефтепроводстрой», ИЖС «Татколхоз—Здравница», ИЖС «Росагропром». Позже все они были объединены в посёлок Привольный.
В 2015—2016 годах к северо-востоку от Вишнёвки началась застройка коттеджного посёлка Джаным, планировка территории которого была утверждена в 2017 году. Этот посёлок вплотную примыкает к Вишнёвке, располагаясь на площади 80 га между улицей Тау буе и лесным массивом. По проекту под жилую застройку в нём выделено 262 участка с расчётной численностью населения 750 человек. В проекте застройки посёлка Джаным также предусмотрено строительство детского сада, спорткомплекса, административно-торгового комплекса, амбулаторного пункта и мечети.
Увеличение жилищной застройки в Вишнёвке и на сопредельных территориях не было обеспечено соответствующей дорожно-транспортной инфраструктурой, результатом чего стало появление автомобильных пробок на выезде в сторону центра Казани. Что касается поселковой застройки, то в той же Вишнёвке она осуществлялась без комплексного планирования, в результате чего в посёлке не было предусмотрено строительство объектов социально-культурного назначения. Со временем это стало причиной растущего недовольства местных жителей, потребовавших от властей создания соответствующей инфраструктуры.
Одной из острых проблем для Вишнёвки и соседнего посёлка Привольный стало отсутствие школы. В марте 2021 года местные дети школьного возраста провели акцию, встав на колени в снег и попросив помощи в строительстве школы у президента Татарстана Рустама Минниханова. Эта акция получила общероссийский резонанс, после чего последовала реакция со стороны властей. В конечно итоге было принято решение построить школу на улице Фиалковой в посёлке Привольный.  
В 2021 году была решена ещё одна проблема — транспортная, до этих посёлков был пущен регулярный автобусный маршрут (№ 94). Но это произошло после того, как была реконструирована автомобильная дорога и построен капитальный мост через реку Нокса.

## Уличная сеть
В посёлке Вишнёвка находятся дома с адресацией по 20 улицам, семь из которых являются переулками. 
Из всех улиц Вишнёвки самой протяжённой является улица Салмачинская (955 м), самой короткой — переулок Стремительный (142 м).
| Список улиц посёлка Вишнёвка | Список улиц посёлка Вишнёвка                                               | Список улиц посёлка Вишнёвка | Список улиц посёлка Вишнёвка |
| Название улицы               | Документ, которым утверждено название                                      | Прежнее название             | Длина (в метрах)             |
| ---------------------------- | -------------------------------------------------------------------------- | ---------------------------- | ---------------------------- |
| Акчарлак улица               | Решение Казанской городской думы от 28 декабря 2006 года № 25-14           | —                            | 939                          |
| Балачак улица                | Решение Казанской городской думы от 16 августа 2007 года № 17-19           | —                            | 508                          |
| Бархатный переулок           | Постановление Исполкома г. Казани от 25 декабря 2015 года № 4535           | —                            | 216                          |
| Береговая улица              | Решение Казанской городской думы от 17 мая 2007 года № 20-17               | —                            | 832                          |
| Большая улица                | —                                                                          | —                            | 690                          |
| Бравый переулок              | Постановление Исполкома г. Казани от 25 декабря 2015 года № 4535           | —                            | 192                          |
| Васильковая улица            | Решение Казанской городской думы от 18 октября 2006 года № 30-12           | —                            | 929                          |
| Дальний переулок             | Решение Казанской городской думы от 18 октября 2006 года № 30-12           | —                            | 293                          |
| Заречная улица               | —                                                                          | —                            | 684                          |
| Красивая улица               | Решение Казанской городской думы от 18 октября 2006 года № 30-12           | —                            | 899                          |
| Луговая улица                | Решение Казанской городской думы от 17 мая 2007 года № 20-17               | —                            | 462                          |
| Малый переулок               | Решение Казанской городской думы от 18 октября 2006 года № 30-12           | —                            | 213                          |
| Пестречинская улица          | Постановление Главы администрации г. Казани от 29 декабря 2005 года № 3240 | —                            | 732                          |
| Салмачинская улица           | Постановление Главы администрации г. Казани от 29 декабря 2005 года № 3240 | —                            | 955                          |
| Стремительный переулок       | Постановление Исполкома г. Казани от 25 декабря 2015 года № 4535           | —                            | 142                          |
| Тамчы улица                  | Решение Казанской городской думы от 18 октября 2006 года № 30-12           | —                            | 853                          |
| Тау буе улица                | Решение Казанской городской думы от 16 августа 2007 года № 17-19           | —                            | 516                          |
| Туган Як улица               | Постановление Исполкома г. Казани от 25 декабря 2015 года № 4535           | —                            | 548                          |
| Фируза переулок              | Постановление Исполкома г. Казани от 25 декабря 2015 года № 4535           | —                            | 186                          |
| Хозур переулок               | Постановление Исполкома г. Казани от 25 декабря 2015 года № 4535           | —                            | 245                          |